# Catocala nigrescens
Catocala nigrescens är en fjärilsart som beskrevs av Hans-Joachim Hannemann. Catocala nigrescens ingår i släktet Catocala och familjen nattflyn. Inga underarter finns listade i Catalogue of Life.